# 中尾神社 (さいたま市)
中尾神社（なかおじんじゃ）は、埼玉県さいたま市緑区の神社。

## 歴史
創建年代は不明である。ただ江戸時代後期の地誌『新編武蔵風土記稿』に、「玉林院」の境内社「鹿島明神社」として掲載されていることから、少なくとも江戸時代後期には既に存在していたものと推測される。
玉林院は790年（延暦9年）に開山された修験道本山派の寺院であったが、明治初期の神仏分離により、廃寺に追い込まれた。
玉林院から離れた当社は「鹿島社」と称し、1873年（明治6年）、近代社格制度に基づく「村社」に列せられた。1908年（明治41年）の神社合祀により、周辺の10社が合祀された。その際に、地名から「中尾神社」に改称した。ただこの合祀は書類上のもので、現在もこれらの各社は残っている。

## 交通アクセス
- 東浦和駅より徒歩26分
- 国際興業バス 東浦03 「中尾第二公園」下車 徒歩4分